# Tlačenka
Tlačenka je klobasa, v kateri so kosi svinjskega mesa povezani z želatino. Ime je dobila po načinu priprave.

### Priprava
Svinjsko glavo, drobovino in kožo se skuha (po nekaterih virih ne do mehkega) ter nareže na kocke in trakove. Doda se sol, poper, strti česen, klinčke in cimet, majaron, limonino lupino, muškatni orešček, kumino, ocvrto čebulo, korenje, zéleno, lovor in mesno juho (nekateri recepti so pri začimbah skromni, drugi ne). Poljubno se doda volovski jezik in precejeno svežo prašičjo kri. Mešanico se nadeva v svinjski mehur ali želodec, ki se ga zašpili ali zašije ter kuha v slani vodi slabo uro ali dve. Kuhana je, ko iz nje ne priteče več kalna voda ali kri. Za lepo obliko in obstojnost se tlačenko obteži s približno osem kilogrami za eden do treh dni. Rahlo se jo prebode (nekateri med kuhanjem, drugi po njem) ali pa obteži postopoma, da ne poči. Kasneje se jo lahko da za malo časa v dim. Ponudi se jo s čebulo, hrenom, kislo zelenjavo ali črnim kruhom.

## Tlačenka po svetu

### Slovenija
Sodi med kratkotrajne klobase. Pripravljali so jo v času kolin.
Po Pravilniku o kakovosti mesnih izdelkov Republike Slovenije je tlačenka mesni izdelek iz mesa kuhanih svinjskih glav ali razsoljenega svinjskega mesa, svinjskih jezikov, kožic in juhe, njen nadev je v naravnem ali umetnem ovitku. Za razliko od žolce vsebuje več, torej najmanj 50 procentov mesa ali mesnine (meso kuhanih svinjskih glav ali razsoljeno svinjsko meso). Obe sta uvrščeni med hladetinaste klobase, v katerih so mišično in maščobno tkivo, mesnine ter dodatne surovine povezani z naravno želatino, pridobljeno z vlažno toplotno obdelavo surovin z več veziva (koža, kite, tetive) ali z dodano želatino.
Ljudski odbor mestne občine Trbovlje (LOMO Trbovlje) je leta 1955 izdal odlok Začasni predpisi o kakovosti, proizvodnji in prodaji mesnih izdelkov, po katerem bela tlačenka za razliko od črne ne vsebuje krvi, jezična tlačenka pa vsebuje tako svinjski jezik kot kri.
Na Štajerskem so od nemškega presswurst prevzeli ime »prezvuršt« (v starih virih tudi »presburšt«).

#### 2. svetovna vojna
Leta 1941 je Visoki komisar za Ljubljansko pokrajino od 17. decembra dalje z naredbo o ureditvi prodaje in potrošnje mesa omejil prodajo tlačenke na torek, sredo in četrtek. Dostava na dom je bila prepovedana. Leta 1944 je bila tlačenka tudi del protidraginjskih predpisov, imena prekupčevalcev na črni borzi so bila javno objavljena.